# Carl Berberich
Die Carl Berberich GmbH ist ein Papiergroßhandelsunternehmen in Familienbesitz in Deutschland.
Gegründet wurde das Unternehmen 1863 in Heilbronn. Heute ist es in die Unternehmensbereiche „Berberich Papier“ und „Berberich Systems“ aufgeteilt.
Der Geschäftsbereich Berberich Papier vertreibt verschiedene Papier- und Kartonsorten, grafische Papiere, Büropapiere, Briefhüllen und Verpackungsmaterial. Berberich Systems bietet Ordner und Ordnersysteme, Register, Mappen sowie Verpackungen an.
Zweigniederlassungen und Verkaufsbüros befinden sich in Abstatt, Ottobrunn, Wallau, Langenfeld, Hannover, Thalgau.

## Konzernaufbau
Neben der Holding existieren vier weitere zum Konzern gehörende Unternehmen:
- Carl Berberich GmbH (Heilbronn)
- Berberich Papier Gesellschaft m.b.H. (Laxenburg)
- Carl Fried. Müller GmbH (Heilbronn)
- Charnex GmbH & Co. KG (Heilbronn)[2]